# Françoisvase

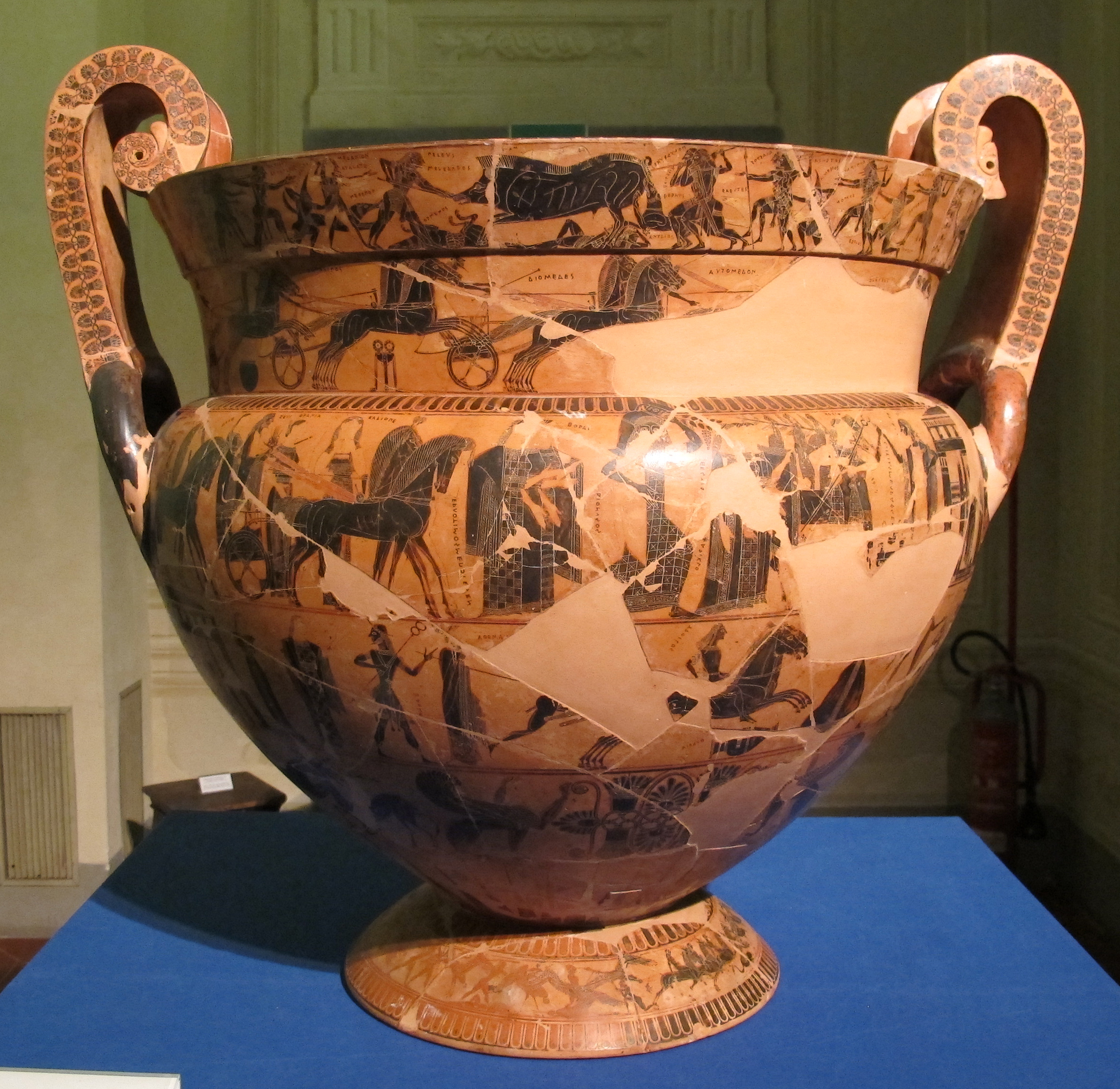
Die Françoisvase

Die sogenannte Françoisvase, auch Klitiaskrater genannt, ist ein im attisch-schwarzfigurigen Stil bemalter Volutenkrater, der im zweiten Viertel des 6. Jahrhunderts v. Chr. in Athen hergestellt wurde. Sie wurde 1844 von dem italienischen Ingenieur, Maler und Archäologen Alessandro François in einem Grab bei Chiusi gefunden und befindet sich heute im Museo Archeologico Nazionale in Florenz (Inv.-Nr. 4209).
Laut Inschriften wurde die Françoisvase von dem Töpfer Ergotimos angefertigt und von dem Vasenmaler Klitias bemalt. Das Hauptthema der Bemalung ist die Darstellung des Zuges der Götter zur Hochzeit von Peleus und Thetis. Die Françoisvase gehört in der Komposition und der Gestaltung der Figuren zu den bedeutendsten Kunstwerken der hocharchaisch-attischen Keramik. Sie ragt zudem im Vergleich zu früheren und zeitgenössischen griechischen Tonkrateren durch ihre Größe (H 0,66 m) heraus.
Auffällig sind zudem die vielen erklärenden Beischriften auf der Vase, die die jeweils dargestellten Götter und Menschen, aber auch Pferde und Gegenstände benennen und erklären. Sie sind ein besonders ausgeprägtes Beispiel der „Lust am Schreiben“, die sich auf vielen bemalten attischen Gefäßen dieser Zeit zeigt.